# Charlotte Di Calypso
Pour les articles homonymes, voir Belliard et Calypso (homonymie).
Charlotte Di Calypso, de son vrai nom Charlotte Belliard, est un mannequin français né le 17 avril 1990 à La Baule-Escoublac. Elle est principalement connue pour sa victoire au concours Elite Model Look en 2005, et pour ses campagnes de publicités pour le parfum Chance des Parfums Chanel qu'elle représente depuis 2007.
En 2016, elle s'inscrit à l'université Paris-Dauphine et à l'Institut français de la mode pour suivre un cursus en gestion des affaires. Son objectif est de créer une société de conseil pour des artistes dans leur problématique fiscale, juridique et administrative.

## Biographie

### Enfance
Durant son enfance, elle étudie le théâtre et la musique, apparaissant ainsi dans des petites productions avec une chorale. Elle a notamment suivi des leçons de violon pendant huit ans.

### Début de carrière
En 2005, un agent la découvre dans les rues de La Baule-Escoublac et lui propose de passer les castings pour participer au concours Elite Model Look. Elle accepte, décroche la première place en France et remporte la finale internationale. Elle signe ainsi un contrat dans plusieurs agences Elite Model Management et commence à défiler pour Prada en exclusivité lors de la semaine des défilés de Milan.
En 2006, elle arpente les podiums pour Dior, Hermès, Sonia Rykiel, Kenzo, Chanel et Armani Privé à la Fashion Week de Paris. Elle pose pour Topshop et pour le magazine Teen Vogue.

### Carrière
En 2007, Charlotte Di Calypso devient la nouvelle égérie des Parfums Chanel et est choisie pour représenter leur parfum Chance. Elle fait aussi la publicité de Versace et défile pour Todd Lynn, Blumarine (en), Dolce&Gabbana, Gianfranco Ferré et La Perla.
En 2008, elle est dans des éditoriaux de Revue des Modes et Dazed & Confused. Elle participe aux défilés La Perla, Moschino, Junya Watanabe, Dolce&Gabbana, Jil Sander, Christian Lacroix, Karl Lagerfeld et Nina Ricci entre autres.
En 2009, elle devient l'égérie de Ralph Lauren,, posant et défilant ainsi pour la marque. Elle défile aussi pour la marque Christian Dior, Aquilano.Rimondi et Karl Lagerfeld. Au mois d'octobre, elle chante aux côtés de Lily Allen et Iekeliene Stange lors d'une soirée organisée à l'occasion d'un défilé de la maison Chanel. Elle pose en couverture de Amica et Vogue Portugal, et dans des éditoriaux de Flair, Allure, Another Magazine, The Last Magazine, Vogue Japan, Vogue Italia et Harper's Bazaar. Dans Vogue Paris, elle est avec Constance Jablonski, Jennifer Messelier, Mathilde Frachon, Melodie Dagault et Sigrid Agren présentée comme l'une des mannequins françaises les plus prometteuses.
En 2010, elle prête son visage aux lunettes Pucci et Gucci, et aux marques Façonnable, Sita Murt, Lacoste et Les Copains. Elle arpente les podiums de Dior, Valentino, Ralph Lauren, Badgley Mischka, Tommy Hilfiger, Gucci, Dolce&Gabbana et DKNY. Elle fait la couverture de Lula Magazine, et participe à des éditoriaux de Vogue Italia, Wonderland Magazine, Citizen K, Revue des Modes, Harper's Bazaar, Dansk.
En 2011, elle fait la publicité des entreprises Halston, Lucky Brand Jeans et M·A·C. Elle pose pour des éditoriaux de Vs, Elle Vogue Spain et Vogue Brasil. En 2012, Sephora la choisit pour faire leur publicité. Elle est en couverture des éditions russe et italienne de Elle et dans les pages de Twelv et 7000. De 2012 à 2014, elle fait une pause dans sa carrière de mannequin afin d'étudier l'histoire de l'art. Elle représente la marque Wolford en 2014.
Elle pose en 2015 pour Redken, une marque de produits cheveux appartenant à L'Oréal. Elle défile la même année pour la marque de lingerie Etam et pour Ralph Lauren. Elle fait la couverture de French Revue des Modes et pose dans S Style & Fashion. Elle participe aussi au coaching des participantes du concours Elite Model Look. Elle fait une courte apparition dans le film de Frédéric Beigbeder L'Idéal.

### Suite de sa carrière
En 2016, elle s'inscrit à l'université Paris-Dauphine et à l'Institut français de la mode pour suivre un cursus en gestion des affaires. Son objectif est de créer une société de conseil pour artistes et  mannequins

## Vie privée
Elle épouse Cyrille Bolloré en 2017.